# Майер, Фридрих Альбрехт Антон
Фридрих Альбрехт Антон Майер (нем. Friedrich Albrecht Anton Meyer) — немецкий натуралист.
Его докторская диссертация, которую он защитил в 1790 году в университете Гёттингена, называлась «Dissertatio inauguralis medico-therapeutica De cortice angusturae». В 1793 году он опубликовал «Systematisch-summarische Übersicht der neuesten zoologischen Entdeckungen in Neuholland und Afrika», где описал африканскую фауну, особенно приматов и птиц.